# 성별에 따른 자살률 차이

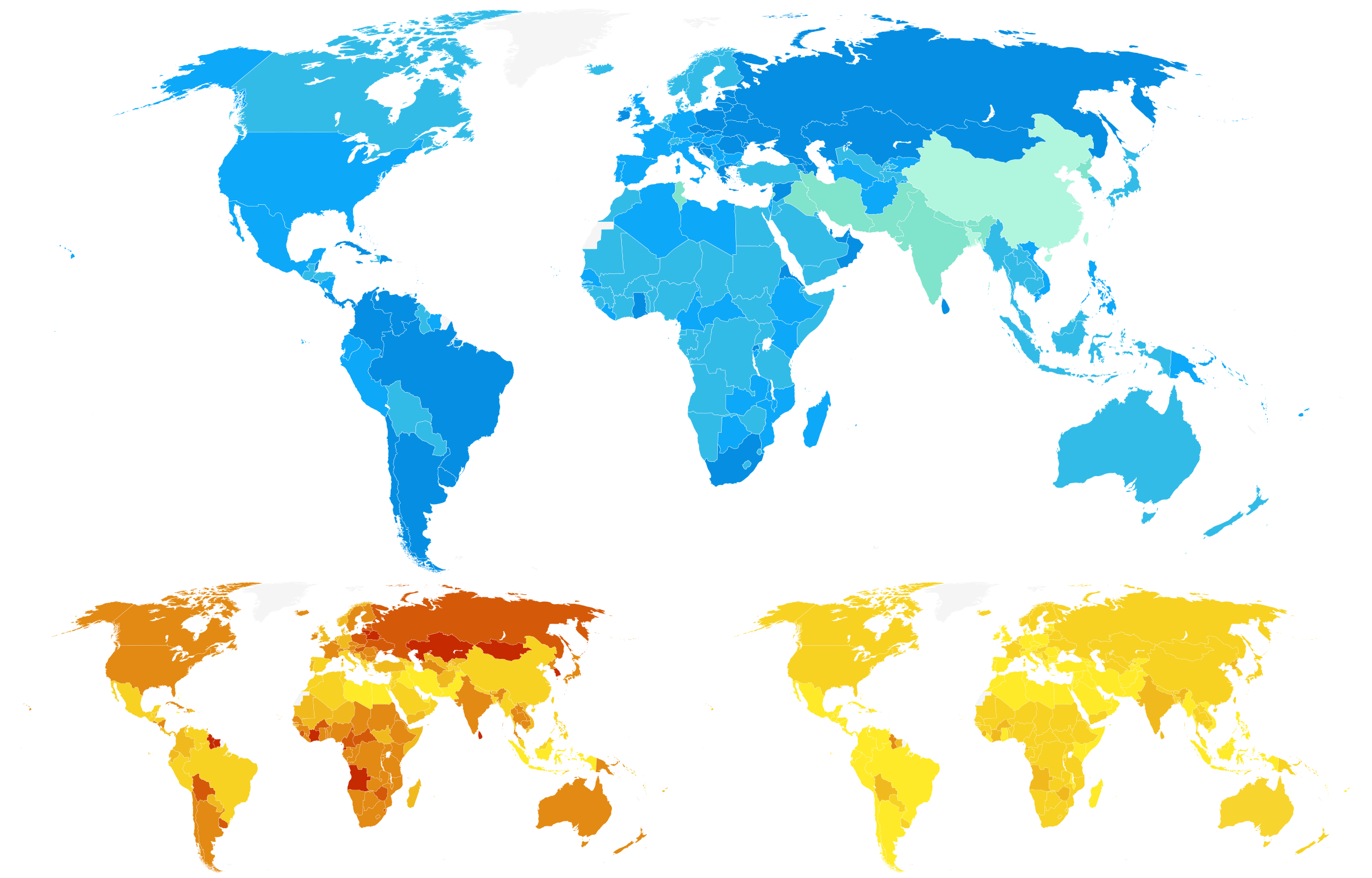
2015년 자살률의 남성 대 여성 비율을 보여주는 세계 지도(파란색은 남성 자살이 더 많다는 의미) 아래 세계 지도에서는 인구 100,000명당 자살률을 나타내는 남성(왼쪽)과 여성(오른쪽) 자살률을 사용해 표시했다 (빨갈수록 더 높은 비율을 의미).

성별에 따른 자살률 차이는 상당하다. 자살시도가 실제 자살로 이어지는 비율은 연령대와 상관없이 남성과 여성 사이 차이가 존재한다. 여성은 자살 충동을 더 자주 느끼는 경향이 있는 반면, 남성은 자살로 사망하는 경우가 더 많다. 이러한 불일치는 자살의 성 역설(영어: gender paradox in suicide)이라고도 알려져 있다.
세계적으로 자살에 의한 사망은 2008년에는 남성이 여성보다 약 1.8배 많았고, 2015년에는 1.7배 많았다. 서구 사회에서는 남성이 여성보다 자살로 사망할 가능성이 3~4배 높고, 65세 이상의 남성에서는 자살률이 더 높게 나타나고있다. 하지만 자살 시도는 여성에게서 2~4배 더 자주 발생한다. 연구자들은 성별에 따른 자살과 자살 시도율 간의 괴리를 부분적으로 남성이 자신의 삶을 마감하기 위해 더 치명적인 수단을 사용하기 때문이라고 보고 있다. 또 다른 요인으로 자살 충동의 강도나 진정성의 차이도 제시되고 있다.

## 개요
| 계급 | 지역 (% of world pop) | 남성:여성 비율 | 자살률 (per 100,000) |
| ---- | --------------------- | -------------- | -------------------- |
| 1    | 유럽 (13%)            | 4.0 : 1        | 14.2                 |
| 2    | 미주 (13.5%)          | 3.6 : 1        | 7.9                  |
| 3    | 동남아시아 (26%)      | 1.5 : 1        | 15.6                 |
| 4    | 서태평양 (26%)        | 1.3 : 1        | 12.6                 |
| 5    | 아프리카 (13%)        | 2.2 : 1        | 6.4                  |
| 6    | 동부 지중해 (8.5%)    | 1.1 : 1        | 5.6                  |
| –    | 세계                  | 1.8 : 1        | 11.6                 |

성별이 자살에 미치는 영향에 대해 많은 연구된 주제이다. 여성, 특히 25세 미만에서는 치명적이지 않은 자살 행동 및 자살 충동 비율이 더 높으며, 남성보다 자살 시도가 더 자주 발생하지만 남성의 자살률이 훨씬 높은 것으로 나타나고 있다. 이것은 콜로라도 주립대 교수 실비아 사라 카네토와 아이작 사키노프스키가 만든 용어인 자살의 성 역설 (영어: gender paradox in suicide)로 알려져 있다.
세계보건기구 (WHO)에 따르면 사회 낙인, 공개적으로 자살에 대해 논의하는 것에 대한 금기, 낮은 데이터 가용성 등으로 인해 자살에 관한 통계 품질이 낮은 상태이다 . 또한 "자살의 민감성과 일부 국가에서 자살이 불법으로 규정되는 등의 이유로 다른 사인에 비해 보고 누락 또는 잘못 분류되는 경우가 잦다"고 밝혔다.

### 요인
많은 연구자들은 성별이 자살 행동의 중요한 지표인 이유를 설명하려고 노력해 왔다. 일반적으로 은 전통적인 성역할의 관점을 통한 헤게모니적 남성성과 여성성의 사회 구성에 대해 의존해서 설명하고 있다. 남성적 역할은 더 높은 수준의 힘, 독립성, 경제적 지위 및 개인주의를 강조하는 경향이 있으며, 이로 인해 남성이 자살 충동과 우울증에 대한 도움을 구하는 것을 방해하는 경우가 많다는 것이다.
이 밖에도 다양한 요인들이 제시되고 있다. 이러한 차이의 일부는 전통적인 성별 역할로 인한 스트레스 수준의 증가로 설명될 수 있다. 예를 들어, 배우자의 사망과 이혼은 남녀 모두 자살의 위험 요인이지만 여성의 경우 그 영향이 다소 줄어든다. 서구 세계에서 여성은 배우자를 잃은 후 지원을 요청할 수 있는 사회적, 가족적 관계를 유지할 가능성이 더 높게 나타난다. 성 역할과 밀접하게 관련된 또 다른 요소는 남성의 고용 상태이다. 남성이 자신과 가족을 부양해야 한다는 사회적 기대 때문에 실업 기간 동안 남성의 정신적 취약성은 더욱 커질 수 있다.
개발도상국에서는 성별 격차가 덜 극명하게 나타난다. 성별 격차가 줄어드는 이유 중 하나는 문화적 규범으로 인해 모성애에 대한 부담이 증가하기 때문이라는 이론이 있다. 여성의 정체성이 가족을 중심으로 형성되는 지역에서는 어린 자녀를 두는 것이 자살 위험 감소와 관련이 있을 수 있다.. 동시에, 불임이나 혼외자에 대한 낙인은 여성의 자살률을 높이는 데 기여할 수 있다. 부유한 지역 출신의 남성보다 덜 부유한 지역 출신의 남성이 자살할 가능성이 더 높다.
2003년에 한 사회학자 그룹은 문화적 요인이 자살률에 어떤 영향을 미치는지 고려하여 성별과 자살 격차를 조사했다. 세계보건기구(WHO) 데이터를 이용해 66개국을 대상으로 권력간격, 개인주의, 불확실성 회피, 남성성 등 4가지 문화적 요인을 측정했다. 개인주의에 관한 문화적 신념은 성별 격차와 가장 밀접하게 연관되어 나타났으며, 개인주의에 더 높은 가치를 두는 국가에서는 남성 자살률이 더 높았다.  권력간격은 자살과 음의 상관관계가 있었으나 권력간격이 높은 국가에서는 여성 자살률이 더 높게 나타났다. 이 연구는 궁극적으로 문화적 요인을 안정화하는 것이 남성보다 여성의 자살률에 더 큰 영향을 미친다는 것을 발견했다.

### 성별에 따른 다양한 방법
여성은 자살을 시도하는 비율이 더 높지만  덜 치명적인 방법을 사용할 확률이 더 높다. 약물 과다 복용을 통해 있는 여성과는 대조적으로, 남성은 교수형, 일산화탄소 중독, 총기 등 사망률이 높은 행동을 통해 자살하는 경우가 많다. 약물 과다 복용은 치명적일 수 있지만 즉각적이지 않기 때문에 사망 전에 발견될 가능성이 더 높다. 한 연구에 따르면, 성별 격차가 가장 큰 유럽에서는 남녀 모두 목매달아 죽는 것이 가장 흔한 자살 수단인 것으로 나타났다. 그러나 남성은 여성(35.6%)보다 훨씬 더 높은 비율(54.3%)로 목매달아 죽음을 택한다. 같은 연구에 따르면 두 번째로 많이 사용되는 방법은 여성의 경우 약물 중독(24.7%), 남성의 경우 총기(9.7%)였다.
일부 연구에 따르면 남성이 더 치명적인 수단을 사용하여 자살하는 것이 유일한 원인이 아니라고 주장한다. 이는 자살을 시도하는 남성이 자신의 삶을 끝내려는 더 강력하고 진정한 의지를 가질 수 있는 반면, 여성은 주로 자해 행위를 하는 것이 하나의 이유일 수 있다. 다른 연구에 따르면 남성과 여성이 동일한 방법을 사용하더라도 남성의 사망 가능성이 더 높다고 주장한다 .

## 통계
| 계급 | 국가       | 남성 여성 비율 | 자살률 (per 100,000) |
| ---- | ---------- | -------------- | -------------------- |
| 1    | 스리랑카   | 4.4 : 1        | 34.6                 |
| 2    | 리투아니아 | 5.8 : 1        | 26.1                 |
| 3    | 몽골       | 5.2 : 1        | 28.1                 |
| 4    | 카자흐스탄 | 5.0 : 1        | 27.5                 |
| 5    | 벨라루스   | 6.5 : 1        | 19.1                 |
| 6    | 폴란드     | 6.7 : 1        | 18.5                 |
| 7    | 라트비아   | 6.7 : 1        | 17.4                 |
| 8    | 러시아     | 5.8 : 1        | 17.9                 |
| 9    | 가이아나   | 3.0 : 1        | 30.6                 |
| 10   | 수리남     | 3.3 : 1        | 26.9                 |
| –    | 세계       | 1.7 : 1        | 10.7                 |

자살률은 전 세계 대부분의 모든 연령층에서 여성에서보다 남성에서 훨씬 더 높게 나타나고 있다. 2015년 기준으로, 전 세계 자살의 거의 3분의 2(전체 사망자의 약 1.5%)가 남성에 의한 것이다.

### 미국
1950년대 이후 일반적으로 남성은 여성보다 3~5배 더 자주 자살로 사망한다. 정신 건강 자원의 사용은 미국 내 자살률의 성별 차이에 중요한 영향을 미칠 수 있다. 연구에 따르면 여성은 남성보다 정신과 진단을 받을 가능성이 13~21% 높다. 자살로 사망한 여성의 72~89%는 생애 어느 시점에 정신건강전문가와 접촉했고, 자살로 사망한 남성의 41~58%는 정신건강전문가와 접촉했다.

### 유럽
성별-자살 격차는 서구 국가에서 가장 높으며, 유럽 국가 중 동유럽 국가에서는 성별 격차가 특히 크다. 일부 연구자들은 구소련 국가들의 높은 자살률이 최근의 정치적 불안정성에서 기인했다고 지적한다. 가족에 대한 관심이 높아지면서 여성의 가치가 더욱 높아졌으며, 급격한 경제 변동으로 인해 남성은 가족을 온전히 부양할 수 없었고, 이로 인해 전통적인 성 역할을 수행하지 못해 이러한 요인이 결합해 성별 격차를 설명할 수 있다. 다른 연구에서는 이들 국가에서 남성의 알코올 중독 사례가 더 높은 것을 원인으로 지적하고 있다. 2014년 영국 45세 미만 남성의 자살률은 전체 5,140명 중 78%로 15년 만에 최고치를 기록했다.

### 비서구 국가
자살로 인한 남성 사망률이 더 높은 것은 카리브 제도와 같은 비서구 국가의 데이터에서도 분명하게 나타난다.  1979~81년에 자살률이 0이 아닌 74개국 중 69개국에서 남성의 자살률이 여성보다 높았으며, 2개국에서는 남녀 자살률이 동일하다고 보고했고( 세이셸 과 케냐 ), 3개국에서는 여성의 자살률이 남성 자살률을 초과했다고 보고했다( 파푸아) . 뉴기니, 마카오, 프랑스령 기아나 ). 세계보건기구 통계에 따르면 중국은 여성의 자살률이 남성의 자살률과 비슷하거나 더 높은 유일한 국가로, 오늘날 그 대조는 더욱 두드러지게 나타난다.

### 중국
대부분의 국가에서 자살의 대부분은 남성에 의해 이루어지지만, 중국에서는 여성이 남성보다 자살로 사망할 가능성이 약간 더 높게 나타난다. 2015년 중국의 비율은 여성 10명당 남성 8명 정도였다. WTO에 따르면 2016년 기준 중국의 남성과 여성 자살률은 거의 동일하게 나타났다. 10만명당 비율로 남성의 자살률은 9.1명, 여성의 자살률은 10.3명이다.
2002년 리뷰에 따르면, 성별 비율 차이의 가장 일반적인 이유는 "중국 여성의 낮은 지위, 사랑, 결혼, 결혼 불륜, 가족 문제, 자살에 사용되는 방법, 중국 여성의 정신 건강"이 지목되고 있으며, 살충제에 대한 접근성이 높아져 여성의 많은 자살 시도에 사용되는 경향이 있다는 것이 또 다른 이유로 제시되고 있다. 치명적이지 않은 자살 행위의 비율은 남성보다 여성이 40~60% 더 높다. 이는 남성보다 여성이 우울증 진단을 받는 경우가 더 많고, 우울증이 자살 시도와 관련이 있기 때문이다. 그러나 도시화 덕분에 중국의 자살률(여성과 남성 모두)은 1990년부터 2016년까지 64%가 감소했다.

## 같이 보기
- 정신 장애와 성별
- 자살 목록 (고대-현재)
- 21세기 자살자 명단